# Алемтузумаб
Алемтузумаб — моноклональное антитело против антигена лимфоцитов CD52, обладающее противоопухолевым и иммуносупрессивным действием. Лекарственный препарат направлен на лечение хронического лимфолейкоза и кожной Т-клеточной лимфомы. Препарат продается под торговыми марками Campath, MabCampath и Campath-1H, а также Lemtrada для лечения рассеянного склероза.

## Режим дозирования
Вводят путём в/в инфузии. Начальная доза — 3 мг. В дальнейшем дозу устанавливают в соответствии со схемой лечения. Максимальная продолжительность лечения — 12 недель.
При развитии тяжелой инфекции или выраженных признаках гематологической токсичности лечение прекращают до их исчезновения. Лечение следует прекратить при наличии симптомов прогрессирования заболевания.

## Побочное действие

### Со стороны организма в целом
часто — боли в пояснице, нейтропеническая лихорадка, боль в груди, отёк слизистой оболочки ротовой полости, астения, недомогание, гриппоподобные симптомы, ощущение изменения температуры тела;
редко — обморок, периферические отёки, боли в ногах, аллергические реакции.

### Со стороны сердечно-сосудистой системы
очень часто — артериальная гипотензия;
часто — артериальная гипертензия, тахикардия, ангиоспазм, гиперемия лица, ощущение сердцебиения;
редко — остановка сердца, инфаркт миокарда, фибрилляция предсердий, наджелудочковая тахикардия, нарушения ЭКГ, аритмия, брадикардия, нарушения периферического кровообращения.

### Со стороны нервной системы
очень часто — головная боль;
часто — тремор, парестезии, головокружение, гиперкинезия, парестезия, спутанность сознания, тревога, сонливость, депрессия, бессонница;
редко — нарушение походки, дистония, гиперестезия, гипертонус, невропатия, нервозность, нарушение мышления, деперсонализация, импотенция, расстройства личности.

### Со стороны органов чувств
часто — потеря вкусовых ощущений, конъюнктивит;
редко — энофтальм, потеря слуха, звон в ушах, извращение вкуса.

### Со стороны пищеварительной системы
очень часто — тошнота, рвота, диарея;
часто — боли в животе, желудочно-кишечное кровотечение, стоматит, мукозит, нарушение функции печени, запор, диспепсия, язвенный стоматит, метеоризм;
редко — гастроэнтерит, гингивит, отрыжка, икота, сухость во рту, язвенное поражение слизистой оболочки, язвенное поражение языка.

### Со стороны системы кроветворения
часто — гранулоцитопения, тромбоцитопения, анемия, панцитопения, лейкопения, лимфопения, пурпура;
редко — аплазия костного мозга, снижение уровня гаптоглобина, ДВС-синдром, гемолитическая анемия, угнетение костномозгового кроветворения, носовые кровотечения, кровотечения из носа, из десен, изменения показателей крови.

### Со стороны обмена веществ
часто — гипонатриемия, дегидратация, снижение массы тела, гипокальциемия, жажда;
редко — обострение сахарного диабета, периорбитальные отёки, гипокалиемия.

### Со стороны костно-мышечной системы
часто — боли в костях, артралгия, миалгия.

### Со стороны дыхательной системы
очень часто — пневмония, одышка;
часто — пневмонит, бронхоспазм, синусит, кашель, гипоксия, инфекции верхних отделов дыхательных путей, бронхит, фарингит, кровохарканье;
редко — отёк лёгких, затруднение дыхания, инфильтрация легочной ткани, респираторные заболевания, ослабление дыхания, ларингит, раздражение глотки, выпот в плевральной полости.

### Со стороны мочевыделительной системы
часто — инфекции мочевыводящих путей;
редко — нарушение функции почек, полиурия, гематурия, недержание мочи, олигурия.

### Аллергические реакции
очень часто — крапивница.

### Дерматологические реакции
очень часто — сыпь, зуд, повышенная потливость;
часто — эритематозная сыпь, буллезные высыпания;
редко — грибковый дерматит, онихомикоз, макуло-папулезная сыпь.

### Местные реакции
часто — раздражение, покраснение;
редко — кровоизлияние, дерматит, боль.

### Эффекты, обусловленные иммунодепрессивным действием
очень часто — сепсис, инфекции, вызванные Herpes simplex;
часто — инфекции, вызванные цитомегаловирусом, Pneumocystis carnii, Herpes zoster, кандидомикоз, грибковая инфекция, абсцесс;
редко — вирусная инфекция, бактериальная инфекция.

### Прочие
редко — лимфомоподобный синдром.

## Противопоказания к применению
Острый или обострение хронического системного инфекционного процесса; ВИЧ-инфекция; сопутствующие опухоли, требующие лечения; беременность, период лактации; повышенная чувствительность к алемтузумабу.

## Применение при беременности и кормлении грудью
Применение при беременности и в период лактации противопоказано.
Женщинам и мужчинам детородного возраста следует применять надежные методы контрацепции во время лечения и в течение 6 месяцев после его окончания.
Беременным запрещено работать с алемтузумабом.
Грудное вскармливание следует прекратить во время лечения и на период 4 недели после его окончания.

## Применение при нарушениях функции печени
Не рекомендуется применение алемтузумаба у пациентов с заболеваниями печени, за исключением случаев, когда ожидаемая польза терапии превосходит потенциальный риск развития побочных эффектов.

## Применение при нарушениях функции почек
Не рекомендуется применение алемтузумаба у пациентов с заболеваниями почек, за исключением случаев, когда ожидаемая польза терапии превосходит потенциальный риск развития побочных эффектов.

## Применение у детей
Безопасность и эффективность применения алемтузумаба у детей не изучены.

## Применение у пожилых пациентов
В период лечения следует тщательно контролировать клиническое состояние пациентов пожилого возраста.

## Особые указания
С осторожностью применять у пациентов с ИБС и получающих антигипертензивные препараты.
Премедикацию антигистаминными препаратами, глюкокортикоидами и неопиоидными анальгетиками следует проводить до первого введения алемтузумаба, при каждом последующем введении препарата, а также по клиническим показаниям.
Во время терапии и в течение не менее 2 месяцев после её окончания следует проводить профилактику развития инфекций. При тяжёлых инфекционных осложнениях следует прекратить применение алемтузумаба до их исчезновения.
В период лечения следует регулярно проводить развёрнутый анализ показателей периферической крови. При развитии выраженной гематотоксичности следует прекратить применение алемтузумаба до полного её исчезновения.
В период лечения следует тщательно контролировать клиническое состояние пациентов пожилого возраста.
Безопасность и эффективность применения алемтузумаба у детей, пациентов с заболеваниями печени и почек не изучены.
Не рекомендуется применение алемтузумаба у пациентов с заболеваниями печени и почек, за исключением случаев, когда ожидаемая польза терапии превосходит потенциальный риск развития побочных эффектов.
Рекомендуемый интервал между введением алемтузумаба и других химиотерапевтических препаратов составляет не менее 3 недель.
Не рекомендуется применение живых вирусных вакцин, по крайней мере, в течение 12 мес после терапии алемтузумабом.

## Влияние на способность к вождению автотранспорта и управлению механизмами
Учитывая описанные случаи сонливости и спутанности сознания на фоне терапии, пациент должен соблюдать осторожность при вождении автотранспорта и других потенциально опасных видах деятельности.